# Państwo arłamowskie

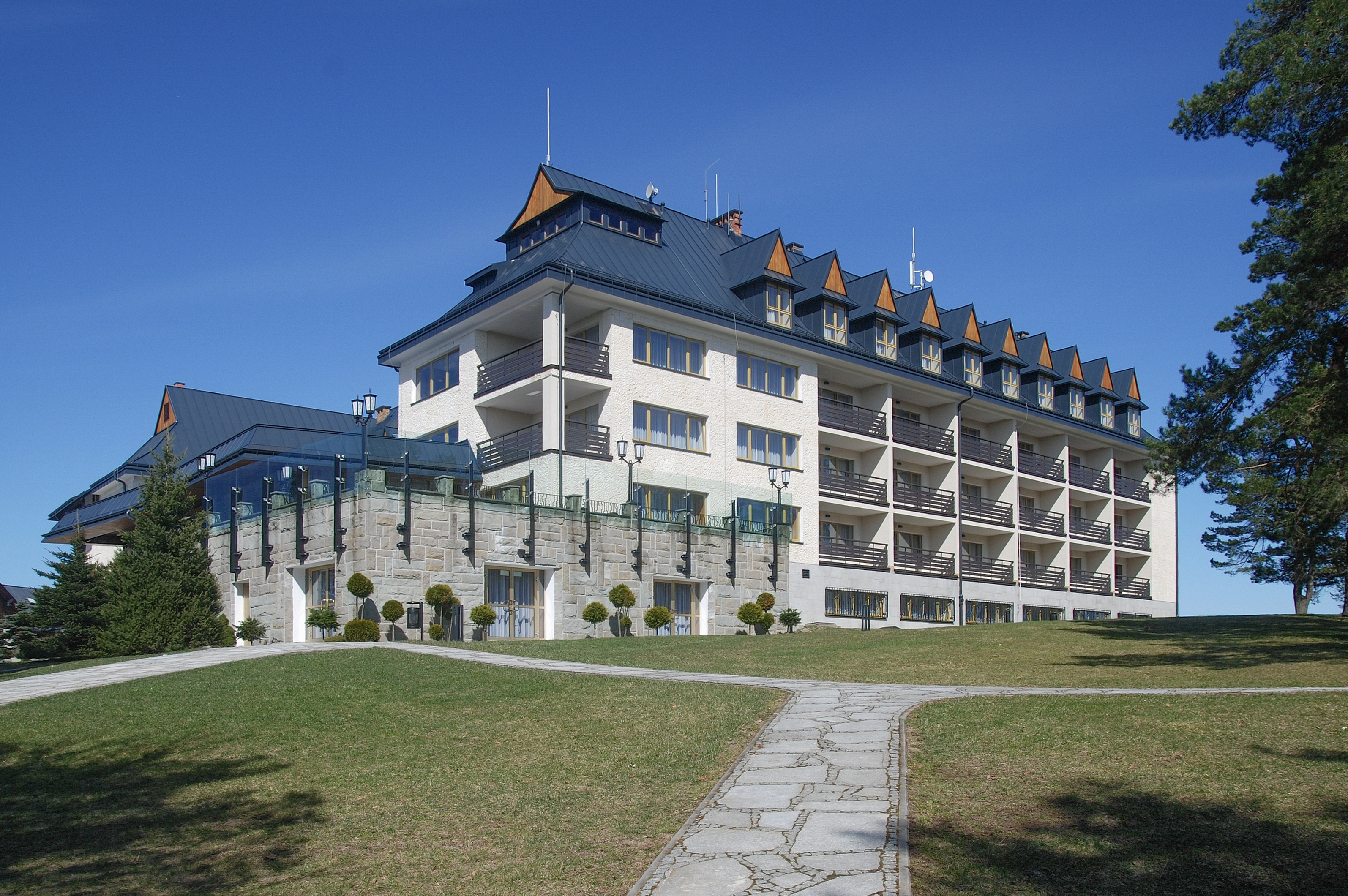
Dawny hotel w Jamnej Górnej

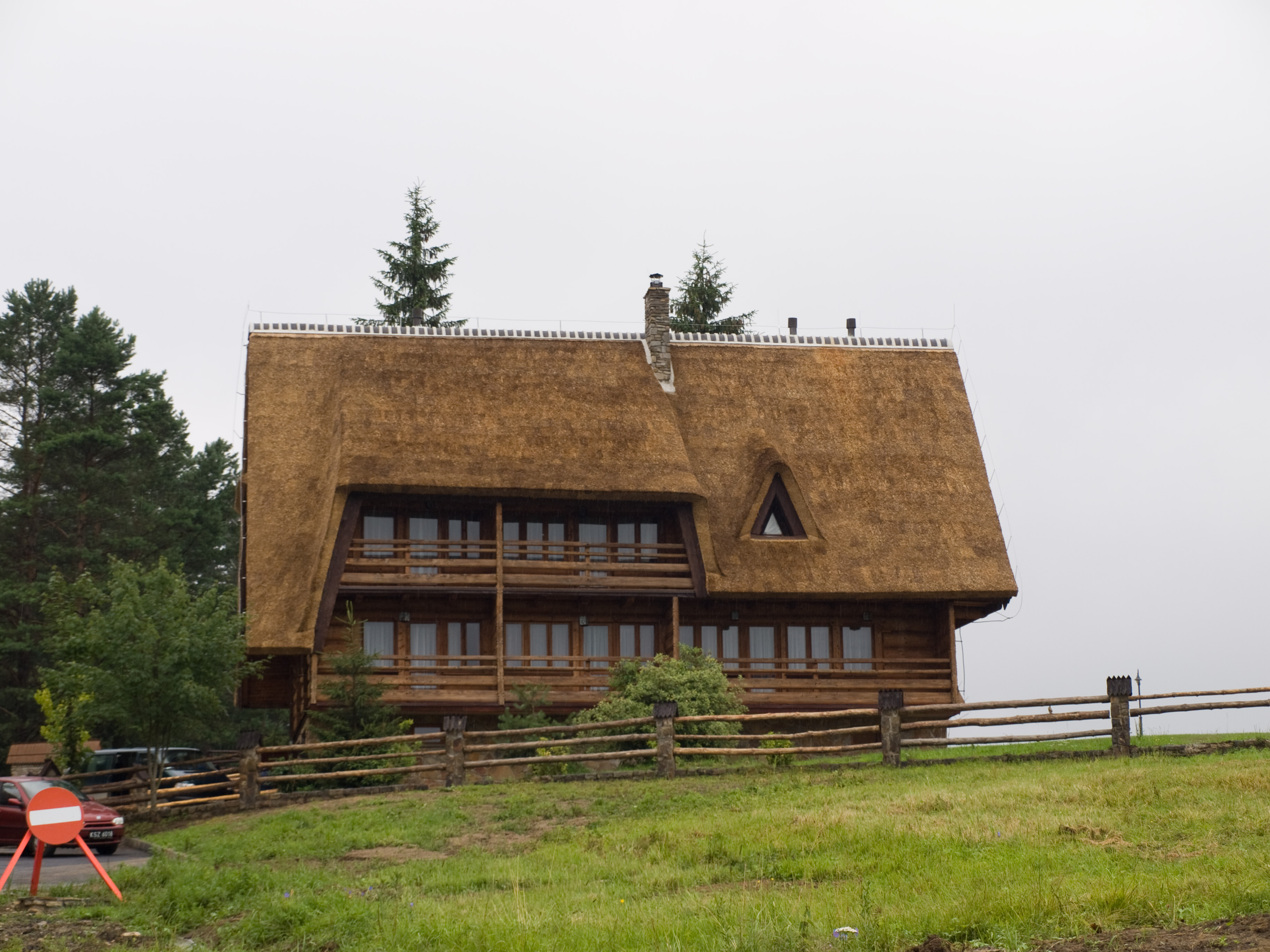
Trójca, była willa URM

Państwo arłamowskie (nazywane też księstwem arłamowskim oraz czerwonym księstwem) – popularna nazwa położonego w Bieszczadach obszaru wyodrębnionego w wyniku powstania na początku lat 60. XX wieku Ośrodka Wypoczynkowego Urzędu Rady Ministrów W-2 w Arłamowie. Został on rozbudowany w latach 70. XX wieku z inicjatywy płk. Kazimierza Doskoczyńskiego, zarządzającego ośrodkami wypoczynkowymi URM w Łańsku i Arłamowie. Rozbudową kierował ówczesny premier Polski Piotr Jaroszewicz, w wyniku czego Ośrodek stał się jego ulubionym miejscem wypoczynku. Państwo arłamowskie upadło w wyniku transformacji systemowej w Polsce w 1989 r.

## Historia
Projekt budowy ośrodka powstał na początku lat sześćdziesiątych XX wieku za czasów sekretarzowania Władysława Gomułki, a jego organizatorami byli premier Józef Cyrankiewicz i ówczesny poseł tej ziemi Piotr Jaroszewicz. Teren ośrodka obejmował niezaludniony obszar o powierzchni około 30 000 hektarów, w którego skład wchodziły następujące byłe wsie: Arłamów, Borysławka, Sopotnik, Paportno, Trójca, Łomna, Krajna, Jamna Górna, Jamna Dolna, Grąziowa, Kwaszenina, położone we wschodniej części obecnego województwa podkarpackiego. Tereny te były zupełnie niezamieszkane wskutek powojennego wysiedlenia ludności ukraińskiej i karpatorusińskiej do ZSRR, a następnie Akcji „Wisła”. Obszar o ok. 80-kilometrowej długości granic ogrodzono. W wysokie ogrodzenie wkomponowane były przejścia dla zwierząt, tak skonstruowane, by dało się przejść tylko w kierunku do środka. Wewnątrz ogrodzonego terenu znalazł się także rezerwat Turnica. Wszystkie drogi dojazdowe zamknięte były szlabanami i strzeżone przez uzbrojone patrole wojskowe – teren Ośrodka był ochraniany i obsługiwany przez Nadwiślańskie Jednostki Wojskowe (JW 1914), a od 1974 do 1989 przez Warszawską Jednostkę MSW im. Czwartaków AL.
W czasie organizacji Ośrodka zniszczono i zaorano prawie wszystkie cmentarze. Zlikwidowano prawie wszystkie znajdujące się na jego terenie cerkwie – tylko cerkiew z Grąziowej przeniesiono w 1968 do Muzeum Budownictwa Ludowego w Sanoku.
Hotel wraz z budynkami pomocniczymi wzniesiono we wschodniej części wsi Jamna Górna na zboczach góry Arłamów. Natomiast w Trójcy zbudowano domki w stylu pseudotatrzańskim. Powstało także lotnisko dla rządowych samolotów w Krajnej.
Ośrodek był miejscem polowań, na które Edward Gierek zapraszał zaprzyjaźnionych przywódców innych krajów. W ośrodku gościli m.in.: sekretarz generalny KPZR Leonid Breżniew, premier ZSRR Aleksiej Kosygin, minister spraw zagranicznych ZSRR Andriej Gromyko, przywódca NRD Erich Honecker, prezydent Jugosławii Josip Broz Tito, ostatni szach Iranu Mohammad Reza Pahlawi, król Belgii Baldwin I Koburg, prezydent Francji Valéry Giscard d’Estaing, premier Bawarii Franz Josef Strauß.
W 1973 Zarządzeniem nr 85 Prezesa Rady Ministrów oraz Zarządzeniem Ministra Spraw Wewnętrznych z 8 lutego 1973 roku powołano na wyludnionych terenach, dawnych wsi wokół Ośrodka Wypoczynkowego Urzędu Rady Ministrów W-2 w Arłamowie, JW Nr 2667  w Kwaszeninie w celu zagospodarowania tych terenów i zaopatrzenia w żywność bazy hotelowej ośrodka. W 1983 utworzono wojskowe gospodarstwo rolne MSW, które funkcjonowało do 1992.
W 1975 tereny byłej, opuszczonej wsi Muczne przejął Urząd Rady Ministrów, tworząc kolejny ośrodek wypoczynkowy oznaczony kryptonimem W-3. W Mucznem urządzono kolejne gospodarstwo rolne i ośrodek łowiecki, składający się z hotelu, leśniczówki przy wjeździe do osady, wartowni, tzw. dewizówki oraz kilku budynków.

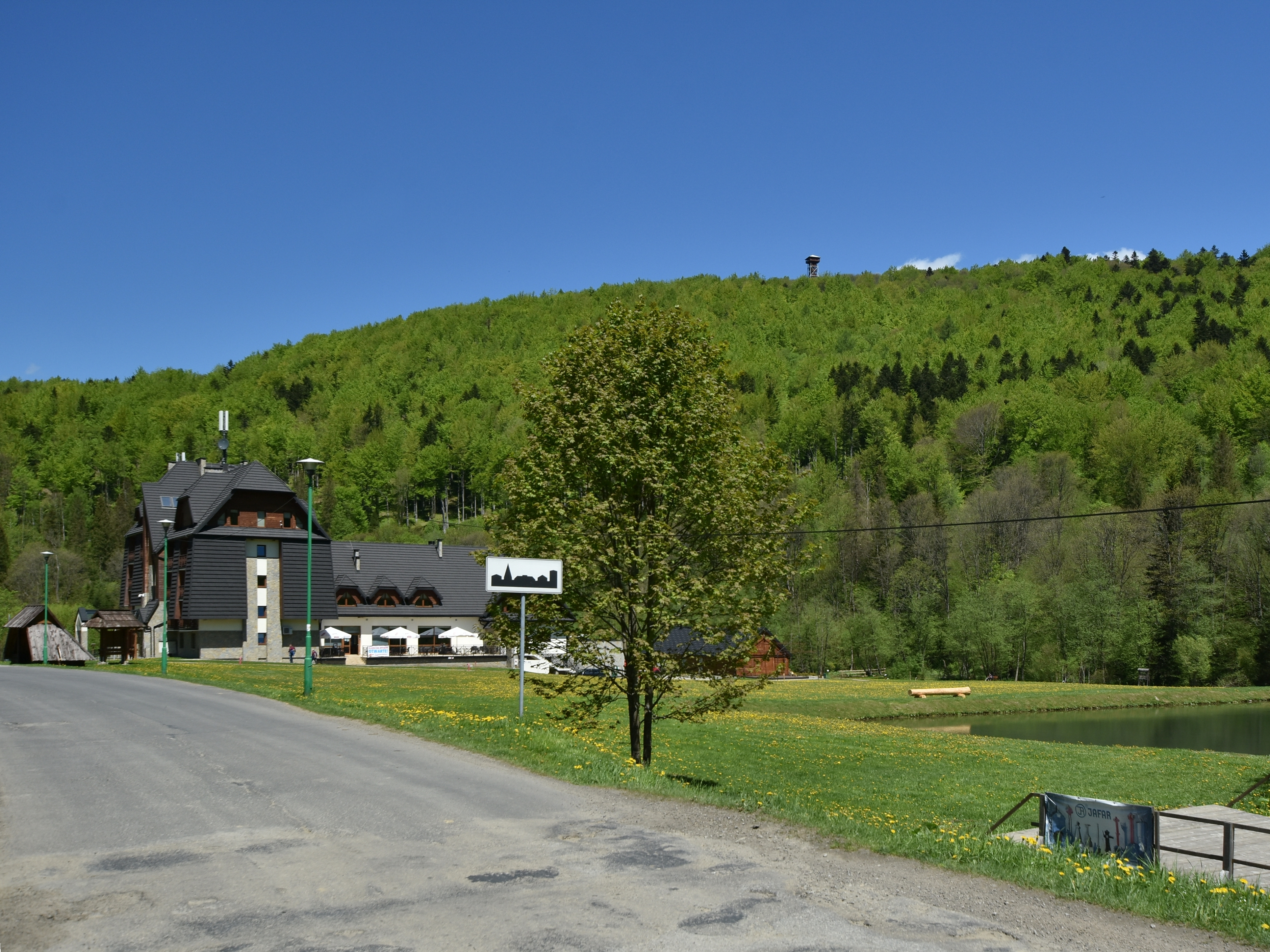
Muczne, były ośrodek URM W-3

W okresie stanu wojennego przebywał w Arłamowie od maja do listopada 1982 internowany Lech Wałęsa.
W 1989 ośrodek rządowy W-2 Arłamów uległ likwidacji. Prawie całe wyposażenie kompleksu hotelowego wywieziono do ośrodka w Trójcy, będącego wówczas nadal w gestii Urzędu Rady Ministrów. Główny budynek ośrodka w 1991 został przekazany na rzecz gminy Ustrzyki Dolne, następnie zaś w 1996 sprzedany prywatnemu właścicielowi wraz z willami w Trójcy.